# Horace Rice

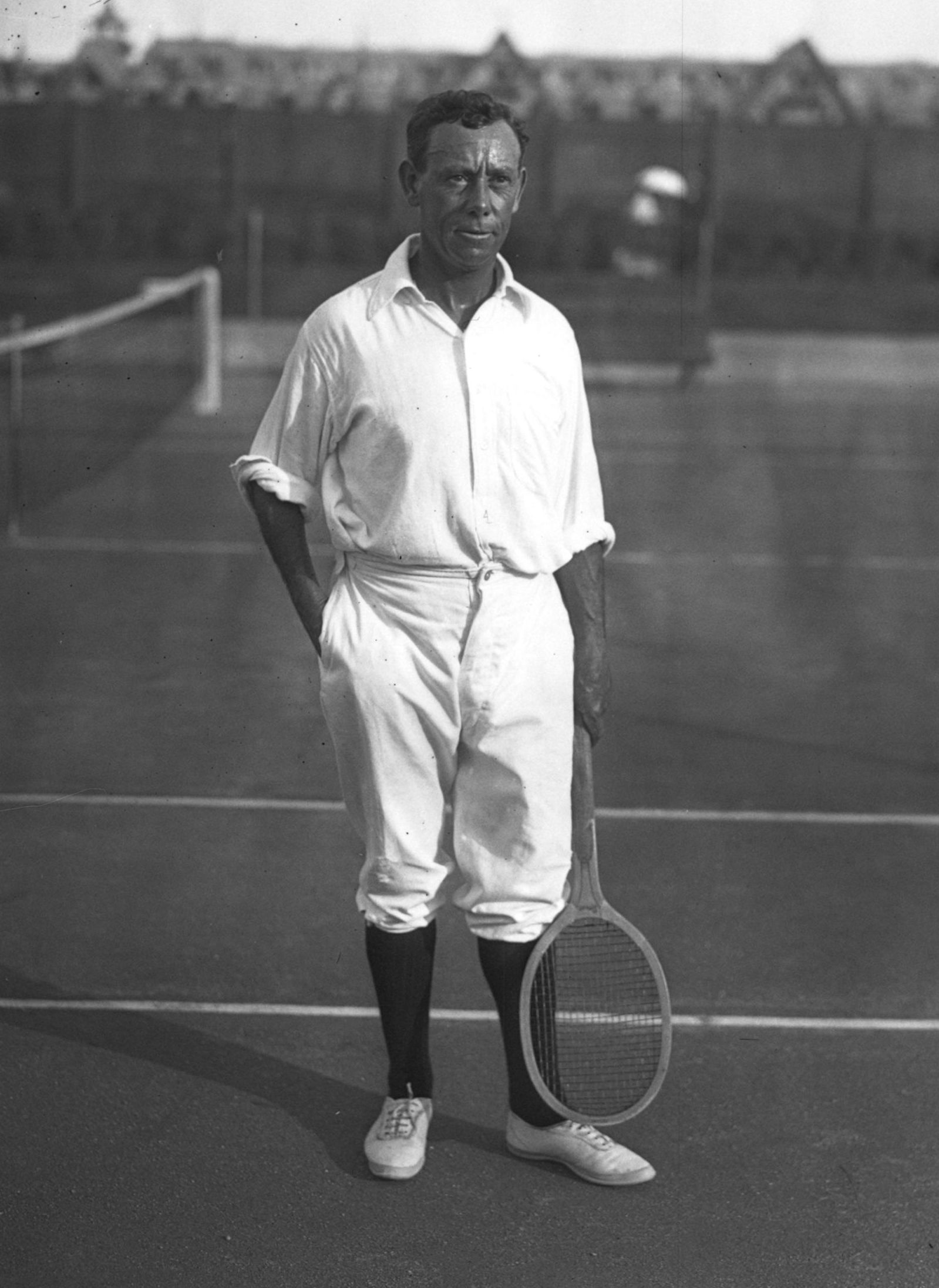
Horace Rice 1913

Horace "Horrie" Rice, född 1872 i Sydney, död 1950, var en australisk vänsterhänt tennisspelare.
Horace Rice är främst bekant för sina framgångar i Australiska mästerskapen, där han nådde singelfinal vid fyra tillfällen (1907, 1910, 1911 och 1915). Han vann singeltiteln i sin första final, 1907 vid 33 års ålder, genom finalseger över Harry Parker (6-3, 6-4, 6-4). Han förlorade sedan finalerna mot tidigare mästaren Rodney Heath (1910, 4-6, 3-6, 2-6), Wimbledonmästaren Norman Brookes (1911, 1-6, 2-6, 3-6) och Gordon Lowe (1915, 6-4, 1-6, 1-6, 4-6). Han nådde dessutom semifinal i turneringen 1920 och 1921, senast vid 47 års ålder. 
Horace Rice hade framgångar i Australiska mästerskapen också i herrdubbel. Han vann mästerskapstiteln 1910 (tillsammans med Ashley Campbell) och 1915 (tillsammans med C.V.Todd). Rice nådde dubbelfinalen även 1920 tillsammans med Ray Taylor. År 1923 vann Rice mästerskapstiteln i mixed dubbel tillsammans med Sylvia Lance Harper. 
År 1913 deltog Rice vid ett tillfälle i det australiska Davis Cup-laget som då mötte USA i kvartsfinalen. Rice förlorade sina båda singelmatcher mot Maurice McLoughlin (1-6 3-6 3-6) och Richard Williams (6-1 6-4 7-9 1-6 2-6). USA vann mötet med 4-1 i matcher. 
Rice beskrevs som en "hemvävd" tennisspelare med en något egendomlig stil som dock var mycket effektiv. Han hade en skuren serve och en kraftfull backhand som han slog med samma sida av rackethuvudet som forehandslaget. Denna ålderdomliga slagteknik lever kvar i den japanska spelvarianten soft tennis. 

## Grand Slam-titlar
- Australiska mästerskapen
  - Singel - 1907
  - Dubbel  -1910, 1915
  - Mixed dubbel - 1923